# 경식비행선

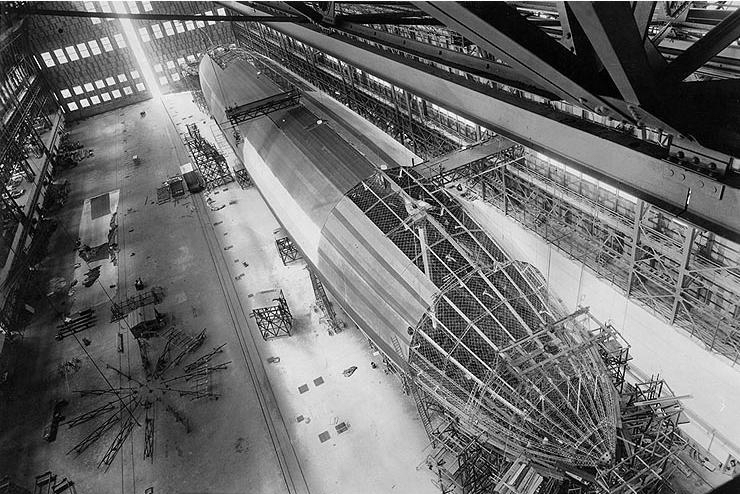
1923년, USS 셰넌도어 (ZR-1) 조선 현장. 경식비행선의 뼈대가 잘 보인다.

경식비행선(硬式飛行船, rigid airship)은 비행선의 일종으로서, 외부 뼈대를 만들고 그 뼈대 안에 기낭을 채우는 방식의 비행선이다. 연식비행선이나 반경식비행선이 기낭의 내부압으로 모양을 유지하는 반면, 경식비행선은 뼈대가 모양을 유지하기에 기낭 한두 개에서 기체를 뽑아도 전체 모양이 유지되고, 보다 견고하다.
일반적으로 경식비행선은 체펠린 비행선과 거의 동의어로 사용되지만, 정확히는 체펠린 비행선은 독일의 체펠린 비행조선 회사에서 제조한 비행선만을 일컫는 것이다. 독일 이외의 다른 나라들에서도 경식비행선은 만들어졌고, 엄밀히 따지면 이런 비독일 경식비행선들은 체펠린 비행선은 아니다.
경식비행선은 1900년대에서 1930년대 사이가 전성기였다. 1937년 5월 6일 힌덴부르크 참사 이후로는 사양세로 접어들어 현재까지 재기하지 못하고 있다.

## 같이 보기
- 체펠린 비행선 목록